# Bhágalpur
Bhágalpur (hindsky भागलपुर) je město v Biháru, jednom z indických svazových států. K roku 2011 měl přes 410 tisíc obyvatel, čímž byl třetím nejlidnatějším městem Biháru po Patně a Gaje. 

## Poloha
Bhágalpur leží ve východní části Biháru v Indoganžské nížině na pravém, jižním břehu Gangy. Od Patny, hlavního města Biháru, je vzdálen přibližně 190 kilometrů východně. 

## Obyvatelstvo
Podle sčítání v roce 2011 ve městě převažovali muži (218 tisíc) nad ženami (192 tisíc).